# Emre Bal
Emre Bal (Utrecht, 5 januari 1997) is een Turks-Nederlands voetballer die bij Almere City FC speelde.

## Carrière
Emre Bal speelde in de jeugdopleidingen van FC Utrecht en Almere City FC. Gedurende zijn periode in de jeugd van FC Utrecht werd hij een paar keer geselecteerd voor Turkse vertegenwoordigende jeugdelftallen. Hij maakte zijn debuut voor Almere City FC in het betaalde voetbal op 22 augustus 2016, in de met 2-0 verloren uitwedstrijd tegen FC Emmen. Hij kwam na 82 minuten in het veld voor Dyllan Lanser. Verder kwam hij niet in actie voor Almere City FC, en speelde de rest van het seizoen alleen met Jong Almere City FC in de Derde divisie zaterdag. In 2017 vertrok hij bij Almere City, waarna hij in 2018 aansloot bij de Utrechtse eersteklasser D.H.S.C.
Nadat Bal tijdens de wedstrijd tegen VV Buitenpost op 22 april 2023 een tegenstander knock-out sloeg, is hij door de KNVB voor 15 maanden geschorst.

### Statistieken

#### Beloften
| Seizoen                       | Club                | Land            | Competitie         | Competitie | Competitie | Overig | Overig | Totaal | Totaal |
| Seizoen                       | Club                | Land            | Competitie         | Wed.       | Dlp.       | Wed.   | Dlp.   | Wed.   | Dlp.   |
| ----------------------------- | ------------------- | --------------- | ------------------ | ---------- | ---------- | ------ | ------ | ------ | ------ |
| 2016/17                       | Jong Almere City FC | Nederland       | Derde divisie zat. | 18         | 5          | –      | –      | 18     | 5      |
| Totaal beloften               | Totaal beloften     | Totaal beloften | Totaal beloften    | 18         | 5          | 0      | 0      | 18     | 5      |
| Bijgewerkt op 16 oktober 2018 |                     |                 |                    |            |            |        |        |        |        |

#### Senioren
| Seizoen                       | Club            | Land            | Competitie      | Competitie | Competitie | Beker | Beker | Totaal | Totaal |
| Seizoen                       | Club            | Land            | Competitie      | Wed.       | Dlp.       | Wed.  | Dlp.  | Wed.   | Dlp.   |
| ----------------------------- | --------------- | --------------- | --------------- | ---------- | ---------- | ----- | ----- | ------ | ------ |
| 2016/17                       | Almere City FC  | Nederland       | Eerste divisie  | 1          | 0          | 0     | 0     | 1      | 0      |
| Totaal senioren               | Totaal senioren | Totaal senioren | Totaal senioren | 1          | 0          | 0     | 0     | 1      | 0      |
| Carrièretotaal                | Carrièretotaal  | Carrièretotaal  | Carrièretotaal  | 19         | 5          | 0     | 0     | 19     | 5      |
| Bijgewerkt op 16 oktober 2018 |                 |                 |                 |            |            |       |       |        |        |